# زیبایی شناسی فرمی: رویکرد گشتالتی
با ظهور نهضت فرا تجدد توجه نظریه پردازان طراحی به نماد گرایی محیط بیشتر شد. این توجه تأکید مجددی بر اهمیت بحث زیبایی‌شناسی فرمی است. نکات اساسی زیبایی‌شناسی فرمی که در آموزش طراحی کاربرد دارد هنوز همان دیدگاه‌های مدرسان مدرسهٔ باوهاوس در دههٔ ۱۹۳۰ میلادی است و عمدتاً توجیه نظریه ادراک گشتالت مبتنی است.